# Tratado de libre comercio

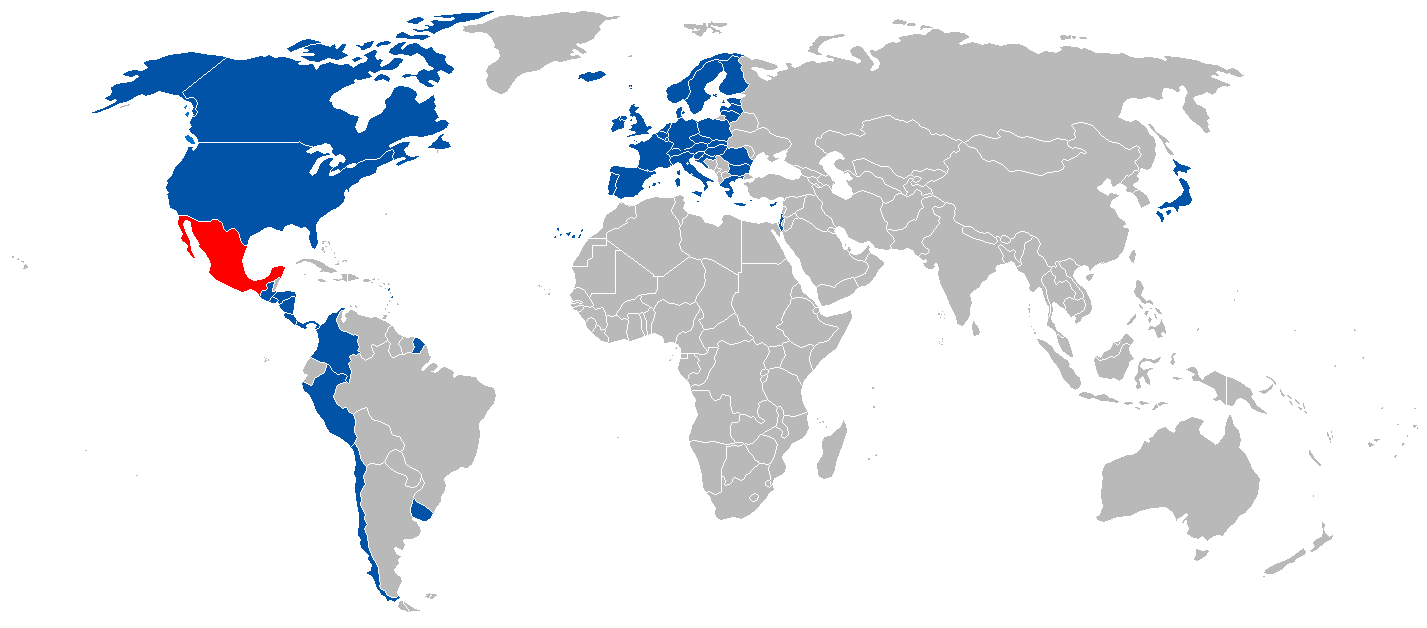
Acuerdos de libre comercio entre México y el mundo.

Área de Libre Comercio ANSA-China.

Un tratado de libre comercio (TLC) o acuerdo de libre comercio (ALC) es un acuerdo bilateral o multilateral según el derecho internacional para formar una zona de libre comercio entre los estados que cooperan. Hay dos tipos de acuerdos comerciales: bilaterales y multilaterales. Los acuerdos comerciales bilaterales se producen cuando dos países acuerdan flexibilizar las restricciones comerciales para ampliar las oportunidades de negocio. Los acuerdos comerciales multilaterales son acuerdos entre tres o más países y son los más difíciles de negociar y acordar.
Los ALC, una forma de pacto comercial, determinan los aranceles y derechos que los países imponen a las importaciones y exportaciones con el objetivo de reducir o eliminar las barreras comerciales, fomentando así el comercio internacional. Estos acuerdos suelen «centrarse en un capítulo que establece un trato arancelario preferencial», pero también suelen «incluir cláusulas sobre la facilitación del comercio y la elaboración de normas en ámbitos como la inversión, la propiedad intelectual, la contratación pública, las normas técnicas y las cuestiones sanitarias y fitosanitarias».
Existen importantes distinciones entre las uniones aduaneras y las zonas de libre comercio. Ambos tipos de bloques comerciales tienen acuerdos internos que las partes concluyen para liberalizar y facilitar el comercio entre ellas. La diferencia crucial entre las uniones aduaneras y las zonas de libre comercio es su enfoque hacia terceros. Mientras que una unión aduanera exige a todas las partes que establezcan y mantengan aranceles externos idénticos con respecto al comercio con los países que no son partes, las partes de una zona de libre comercio no están sujetas a ese requisito. En una zona de libre comercio sin aranceles externos armonizados, para eliminar el riesgo de desviación del comercio, las partes adoptarán un sistema de normas de origen preferenciales.
El Acuerdo General sobre Aranceles Aduaneros y Comercio (GATT 1994) definió originalmente los acuerdos de libre comercio para incluir sólo el comercio de bienes. Un acuerdo con una finalidad similar, es decir, potenciar la liberalización del comercio de servicios, se denomina en el artículo V del Acuerdo General sobre el Comercio de Servicios (AGCS) «acuerdo de integración económica». Sin embargo, en la práctica, el término se utiliza ahora ampliamente en la ciencia política, la diplomacia y la economía para referirse a acuerdos que abarcan no sólo las mercancías, sino también los servicios e incluso las inversiones. Las disposiciones medioambientales también son cada vez más comunes en los acuerdos internacionales de inversión, como los ALC.
Históricamente el primer TLC fue el Tratado franco-británico de libre comercio (o Tratado de Cobden-Chevalier) firmado en 1891 y que introduce también la cláusula de nación más favorecida, aunque el OED registra el uso de la frase «acuerdo de libre comercio» con referencia a las colonias australianas ya en 1877.

## Aspectos económicos de los acuerdos de libre comercio

### Desviación y creación de comercio
En general, la desviación del comercio significa que un ALC desvía el comercio de los proveedores más eficientes de fuera de la zona hacia los menos eficientes de dentro de la misma. En cambio, la creación de comercio implica que una zona de libre comercio crea un comercio que de otro modo no habría existido. En todos los casos, la creación de comercio aumentará el bienestar nacional de un país.
Tanto la creación de comercio como la desviación de comercio son efectos cruciales que se encuentran en el establecimiento de un ALC. La creación de comercio hará que el consumo se desplace de un productor de alto coste a otro de bajo coste, con lo que el comercio se ampliará. Por el contrario, la desviación del comercio hará que éste se desplace de un productor de bajo coste fuera de la zona a otro de mayor coste dentro del ALC. Este desplazamiento no beneficiará a los consumidores dentro del ALC, ya que se les priva de la oportunidad de comprar productos importados más baratos. Sin embargo, los economistas consideran que la desviación del comercio no siempre perjudica el bienestar nacional agregado: puede incluso mejorar el bienestar nacional agregado si el volumen del comercio desviado es pequeño.

### Los TLC como bienes públicos
Los economistas han intentado evaluar hasta qué punto los TLC pueden considerarse bienes públicos. En primer lugar, abordan un elemento clave de los ALC, que es el sistema de tribunales integrados que actúan como árbitros en las disputas comerciales internacionales. Éstos sirven para aclarar los estatutos existentes y las políticas económicas internacionales afirmadas en los tratados comerciales.
La segunda forma en que los TLC se consideran bienes públicos está relacionada con la tendencia a que sean más «profundos». La profundidad de un ALC se refiere a los tipos añadidos de políticas estructurales que abarca. Mientras que los acuerdos comerciales más antiguos se consideran más «superficiales», ya que abarcan menos áreas (como los aranceles y los contingentes), los acuerdos más recientes abordan otros campos, desde los servicios hasta el comercio electrónico y la localización de datos. Dado que las transacciones entre las partes de un acuerdo de libre comercio son relativamente más baratas en comparación con las que se realizan con los países que no son partes, los acuerdos de libre comercio se consideran convencionalmente excluyentes. Ahora que los acuerdos comerciales profundos mejorarán la armonización reguladora y aumentarán los flujos comerciales con los países que no son partes, reduciendo así la excluibilidad de los beneficios de los ALC, la nueva generación de ALC está obteniendo las características esenciales de los bienes públicos.

## Cómo obtener preferencias en el marco de un TLC
A diferencia de una unión aduanera, las partes de un ALC no mantienen aranceles externos comunes, lo que significa que aplican diferentes derechos de aduana, así como otras políticas con respecto a los no miembros. Esta característica crea la posibilidad de que los no miembros puedan aprovecharse de las preferencias de un ALC penetrando en el mercado con los aranceles externos más bajos. Este riesgo requiere la introducción de normas para determinar los productos originarios que pueden acogerse a las preferencias en el marco de un ALC, una necesidad que no se plantea con la formación de una unión aduanera. Básicamente, se exige un grado mínimo de elaboración que dé lugar a una «transformación sustancial» de las mercancías para que puedan considerarse originarias. Al definir qué mercancías son originarias en el ALP, las normas de origen preferenciales distinguen entre mercancías originarias y no originarias: sólo las primeras tendrán derecho a los aranceles preferenciales previstos por el ALP, las segundas deberán pagar derechos de importación NMF.
Cabe señalar que, al cumplir los criterios de origen, existe un trato diferenciado entre los insumos originarios de un ALC y los que no lo son. Normalmente, los insumos originarios de una parte del TLC se considerarán originarios de la otra parte si se incorporan al proceso de fabricación en esa otra parte. A veces, los costes de producción originados en una parte también se consideran como originarios de otra parte. En las normas de origen preferenciales, este trato diferenciado suele estar previsto en la disposición de acumulación. Esta cláusula explica aún más los efectos de creación y desviación de comercio de un ALC mencionados anteriormente, ya que una parte de un ALC tiene el incentivo de utilizar insumos originarios de otra parte para que sus productos puedan optar al carácter originario.

## Base de datos
La base de datos sobre acuerdos comerciales que ofrece el Market Access Map del CCI. Dado que hay cientos de acuerdos de libre comercio en vigor y en proceso de negociación (unos 800 según el facilitador de normas de origen del CCI, contando también los acuerdos comerciales no recíprocos), es importante que las empresas y los responsables políticos se mantengan al tanto de su situación. Hay una serie de depósitos de acuerdos de libre comercio disponibles a nivel nacional, regional o internacional. Algunos de los más significativos son la base de datos sobre acuerdos de libre comercio de América Latina elaborada por la Asociación Latinoamericana de Integración (ALADI), la base de datos mantenida por el Centro de Integración Regional de Asia (ARIC) que ofrece información sobre los acuerdos de los países asiáticos, y el portal sobre las negociaciones y acuerdos de libre comercio de la Unión Europea.
A nivel internacional, hay dos importantes bases de datos de libre acceso desarrolladas por organizaciones internacionales para los responsables políticos y las empresas:

### Sistema de Información sobre Acuerdos Comerciales Regionales de la OMC
Dado que los miembros de la OMC están obligados a notificar a la Secretaría sus acuerdos de libre comercio, esta base de datos se construye a partir de la fuente de información más oficial sobre los acuerdos de libre comercio (denominados acuerdos comerciales regionales en el lenguaje de la OMC). La base de datos permite a los usuarios buscar información sobre los acuerdos comerciales notificados a la OMC por país o por tema (bienes, servicios o bienes y servicios). Esta base de datos ofrece a los usuarios una lista actualizada de todos los acuerdos en vigor, aunque pueden faltar los que no han sido notificados a la OMC. También muestra informes, tablas y gráficos que contienen estadísticas sobre estos acuerdos, y en particular un análisis de los aranceles preferenciales.

### Mapa de acceso al mercado del CCI
El Market Access Map fue desarrollado por el Centro de Comercio Internacional (CCI) con el objetivo de facilitar a las empresas, gobiernos e investigadores las cuestiones de acceso al mercado. La base de datos, visible a través de la herramienta en línea Market Access Map, incluye información sobre barreras arancelarias y no arancelarias en todos los acuerdos comerciales activos, sin limitarse a los notificados oficialmente a la OMC. También documenta datos sobre los acuerdos comerciales no preferenciales (por ejemplo, los regímenes del Sistema Generalizado de Preferencias). Hasta 2019, Market Access Map ha proporcionado enlaces descargables a los textos de los acuerdos y sus normas de origen. La nueva versión de Market Access Map que se publicará este año proporcionará enlaces web directos a las páginas de los acuerdos pertinentes y se conectará con otras herramientas del ITC, en particular con el Facilitador de Normas de Origen. Se espera que se convierta en una herramienta versátil que ayude a las empresas a entender los acuerdos de libre comercio y a cumplir los requisitos de origen de estos acuerdos.